# Stenotothorax badipes
Stenotothorax badipes är en skalbaggsart som beskrevs av Melsheimer 1845. Stenotothorax badipes ingår i släktet Stenotothorax och familjen Aphodiidae. Inga underarter finns listade i Catalogue of Life.